# Váránaszi
Váránaszi (dévanágari: वाराणसी, angol: Varanasi, korábbi nevén Benáresz (angol: Benares) Uttar Prades szövetségi állam egyik legnagyobb városa India északi részén, a Hindusztáni-alföld nyugati felén, a Gangesz folyó bal partján. A hinduizmus hét szent városának egyike; ipari, kulturális és kereskedelmi központ.

## Etimológia
A város neve, Váránaszi két folyó nevéből ered, ezek a Varuna és az Asi, amik itt a Gangesz folyóba ömlenek.

## Demográfia
Lakossága 2002-ben 1 122 200 fő volt, az agglomerációban 1 355 400.

## Éghajlata
A trópusi monszun övezetben fekszik; a havi középhőmérséklet januárban 16,5 °C, júliusban 30 °C. Az évi átlagos csapadék 1050 mm körüli, melynek zöme júniustól szeptember végéig hull le. A folyóhoz vezető lépcsősorokat rendszerint elöntik a monszunesők okozta nyári áradások.
| Hónap                         | Jan. | Feb. | Már. | Ápr. | Máj. | Jún. | Júl. | Aug. | Szep. | Okt. | Nov. | Dec. | Év   |
| ----------------------------- | ---- | ---- | ---- | ---- | ---- | ---- | ---- | ---- | ----- | ---- | ---- | ---- | ---- |
| Átlagos max. hőmérséklet (°C) | 23,0 | 26,0 | 32,6 | 38,5 | 40,3 | 38,4 | 33,7 | 33,0 | 32,8  | 32,7 | 29,4 | 24,7 | 32,1 |
| Átlagos min. hőmérséklet (°C) | 9,0  | 11,6 | 16,2 | 22,0 | 25,5 | 27,2 | 25,7 | 25,4 | 24,4  | 20,6 | 14,4 | 10,0 | 19,4 |
| Átl. csapadékmennyiség (mm)   | 19   | 18   | 8    | 6    | 10   | 107  | 309  | 288  | 245   | 32   | 9    | 5    | 1056 |
| Forrás:                       |      |      |      |      |      |      |      |      |       |      |      |      |      |

## Története
Valószínűleg Váránaszi a Hindusztáni-alföld legrégibb városa; körülbelül egyidős Ninivével és Babilonnal. „Benáresz vénebb a történelemnél, vénebb a hagyománynál, vénebb még a legendánál is - és kétszer olyan vénnek látszik, mint mindhárom együttvéve” — írta róla Mark Twain. A hindu legenda szerint Benáresz a világ teremtése előtt is létezett, és fenn fog maradni a világ pusztulása után is, mert Siva megóvja majd a pusztulástól. Az i.e. 2. évezredtől hindu vallási központ. Az agglomerációjához tartozó Szárnáthban tanított az i.e. 5. században Gautáma buddha.
Különösen ismertté kézműipari termékei:
- selyem és muszlin,
- elefántcsont- és fafaragványok

tették.
Az iszlám hódítók a 12. század végén foglalták el. A Mogul Birodalom három évszázados uralma alatt lehanyatlott; számos hindu templomát lerombolták, iskoláit bezárták — csak Akbar nagymogul uralma alatt éledt fel pár évtizedre. A Mogul Birodalom szétesése után önálló hindu királyság fővárosa volt 1776-ig, amikor is a britek hódították meg.
1950-től Uttar Prades szövetségi állam része.

## Ipara
- selyem- és brokátkészítés (hagyományos, nagy múltú),
- művészi kézműipar,
- mozdony- és vagongyártás,
- vegyipar,
- élelmiszeripar.

## Közlekedése
A Delhi–Kolkata vasútvonal fontos csomópontja. A vasútállomás Varanasi Cantonment néven is ismert. Naponta több vonat indul Új-Delhi és Agra felé.
Nemzetközi repülőtere van. Lal Bahadur Shashtri repülőtér 24 km-re északnyugatra van Babatpur városától. Innen repülőjáratok Delhi, Mumbai és Bengaluru felé. A Thai Airways-nak Bangkok felé van járata.
Buszjáratok:
Delhi felé rendszeres buszjárat indul, az út 16 órán át tart. Az induló állomás a Varanasi Junction vasútállomással szemben található.
A városon belül riksával vagy taxival lehet közlekedni.

## Kultúra
Két egyeteméből a Benáreszi Hindu Egyetemet 1915-ben, a másikat 1956-ban alapították.
Római katolikus püspöki székhely.
Régészeti múzeuma jelentős.
A hindu vallás legfontosabb zarándokhelye, ahol a hívők rituális fürdésre merülnek meg a Gangesz vizében. Halottaikat is a folyóban mosdatják meg, mielőtt a parton kiépített ghátokon (lépcsőkön) elégetnék őket. Ezekből 80 van.  Az eseményeken idegenek (=turisták) is részt vehetnek, de fényképek készítése tilos. A legismertebbek:
- Manikarnika ghát,
- Daszásvamedh ghát.

A folyóhoz vezető lépcsősorok fölött hindu templomok, paloták sorakoznak.
- a legjelentősebb a Kási Visvanáth (Kashi Vishwanath) templom.

## Látnivalók
Az óváros keskeny, zegzugos utcái jóformán csak gyalogszerrel látogathatók; a modern tervek alapján épült újváros könnyebben átjárható.
A több mint 2000 szentély közül a legismertebbek:
- a Siva istennek szentelt Visvanátha (Arany templom, 1776),
- Durgá-szentély (Majom-templom, 18. század),
- Nepáli-templom (erotikus szobrairól híres),
- Aurangzeb mogul nagymecsetje,
- Alamgír-mecset (17. század).